# Gardena Ronda
Die Gardenaronda ist neben der Sellaronda eines der wichtigsten Skikarusselle des Dolomitenraums. Dieses Skikarussell befindet sich in Südtirol (Italien), nimmt das gesamte Skigebiet Gröden (Val Gardena) ein und erstreckt sich von West nach Ost über drei verschiedene Gemeinden:
- St. Ulrich
- St. Christina mit der Secedaalm und Monte Pana
- Wolkenstein mit Dantercepies, Ciampinoi und Piz Sella.

## Sehenswertes

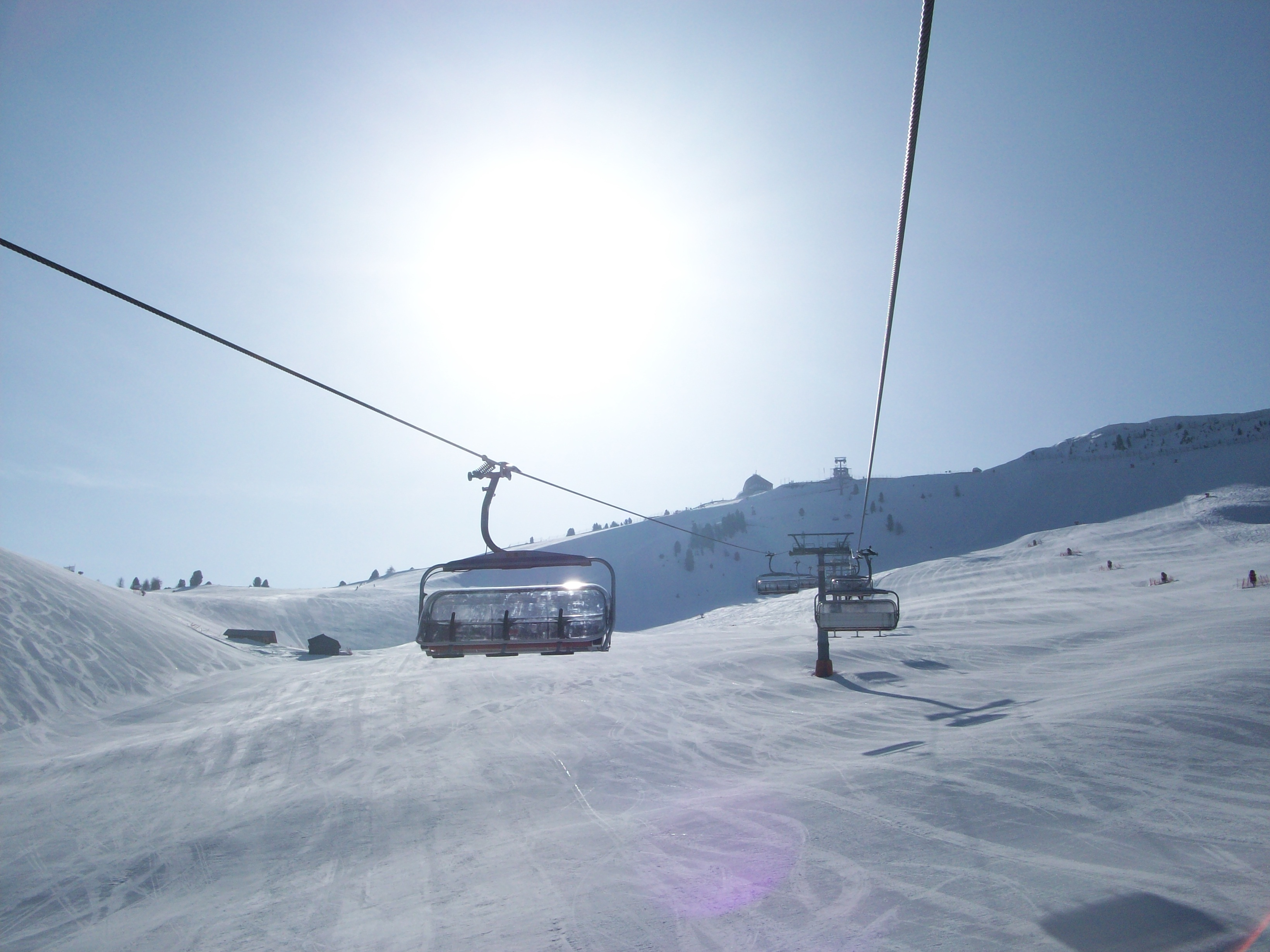
Oberer Teil der Saslong

Mit der Aufnahme der Dolomiten in das UNESCO-Weltnaturerbe wurde auch der Naturpark Puez-Geisler „geadelt“. Diesen kann man von der Secedaalm gut betrachten. Außerdem kann man von dort auch den Gipfel des Langkofels und das Sellamassiv gut sehen.
Auf der Abfahrt von Seceda bis ins Tal nach St. Christina wird jedes Jahr gegen Ende März das längste Riesentorlaufrennen der Welt ausgetragen, die Gardenissima.
Wenn man von St. Christina aus mit der Seilbahn auf Ciampinoi fährt, befindet man sich auf der Weltcuppiste Saslong mit ihrer 3,5 km langen Talabfahrt.
Die Verbindung zwischen Col Raiser und der Aufstiegsanlage zur Saslong besteht seit 2004 mit der ersten unterirdischen Standseilbahn Südtirols, dem Gardena Ronda Express.
Koordinaten: 46° 33′ 26,3″ N, 11° 43′ 51,7″ O